# دياني غيليام فيشر
دياني غيليام فيشر (بالإنجليزية: Diane Gilliam Fisher)‏ هي كاتِبة وشاعرة أمريكية، ولدت في 1957.